# Gostchorze
Gostchorze (niem. Goskar) – wieś w Polsce położona w województwie lubuskim, w powiecie krośnieńskim, w gminie Krosno Odrzańskie.
W latach 1975–1998 miejscowość administracyjnie należała do województwa zielonogórskiego.
Sołtys Ewa Klepczyńska otrzymała tytuł "Niezwykła Polka" w akcji Akacja 2007, oraz "Wicelubuszanin 2007 roku", w plebiscycie Gazety Lubuskiej.

## Grodzisko Gostchorze
W dobie piastowskiej Gostchorze było ważnym punkiem na strategicznej mapie ziemi krośnieńskiej. Ponad 40 lat temu archeolog Edward Dąbrowski, dokonał obserwacji terenowych, które pozwoliły rozpoznać system obronny wczesnopiastowskiego państwa na polsko-niemieckim pograniczu. Na wysokim cyplu, po drugiej stronie Odry, oddalonym o 4,7 km od krośnieńskiej warowni wznosił się kolejny gród. Wznoszący się na wysokości 40 m nad poziom Odry cypel oraz głębokie i szerokie parowy tworzyły znakomite warunki do obrony przed nieprzyjacielem. Dostęp do warowni o wymiarach 50–60 x 140 m był możliwy jedynie od strony północnej. Na początku lat sześćdziesiątych zebrane z powierzchni grodziska zabytki, a więc ułamki ceramiki i sprzączka brązowa, pozwoliły datować go wstępnie na lata 800–1100, a więc m.in. na czasy Bolesława Chrobrego. Położona pod dzisiejszym Gostchorzem warownia miała spełniać funkcję strategiczną, podobnie jak widoczny doskonale z tego miejsca gród krośnieński. Pozostało po niej niewiele śladów, a jednak zarysy umocnień nie zostały tak mocno zniwelowane przez ludzi i naturę jak wały grodu krośnieńskiego. Kolejny gród znajdujący się w tej okolicy znajdował się w Połupinie po południowej stronie Odry.
W Gostchorzu działa grupa "Goskar" promująca swoją miejscowość i przedstawiająca scenki z życia średniowiecznego grodu. 7 lipca 2007 roku po raz pierwszy odbył się "Festyn Średniowieczny".